# 16946 Фарнгем
16946 Фарнгем  (16946 Farnham) — астероїд головного поясу, відкритий 25 квітня 1998 року.
Тіссеранів параметр щодо Юпітера — 3,514.